# Kamui

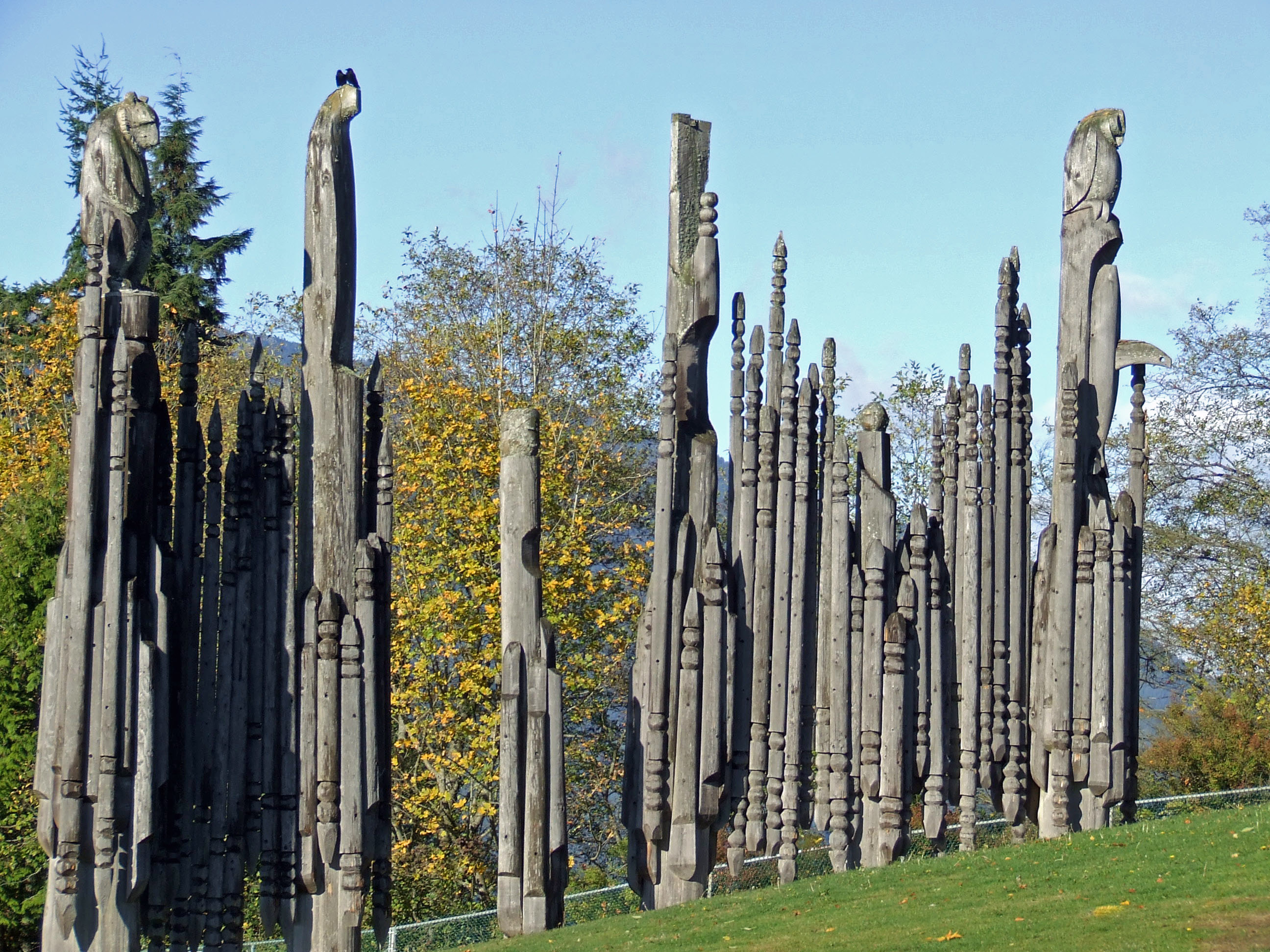
Patio de los dioses

Un kamui (en ainu: カムィ; en japonés: 神威 o 神居, kamui) es un ser divino o espiritual en la mitología de los ainus, un término que denota una entidad sobrenatural compuesta o que posee energía espiritual. 

## Concepto
La religión de los ainus ha sido siempre de tipo naturista y animista con una veneración hacia la naturaleza, el sol, estrellas, nubes, océano, animales,..., divinizándolos y llenando su mundo de seres o espíritus sobrenaturales, los kamui. Esta fuerte relación con la naturaleza se comprende por su dependencia para obtener comida, vestimenta o materiales para la construcción de sus viviendas. Así, los animales que cazaban para comer eran venerados como kamui y a ellos se les dedicaban rituales para agradecerles por el alimento y excusarse del trato recibido. Los ainus pensaban que antes de reencarnarse, el animal iría al país invisible de su especie para contar lo bien que le habían tratado y así conseguir mejores presas para la caza en un próximo futuro. Concretamente, con el oso, se celebra en octubre de cada año unas ceremonias por las que se ritualiza al oso, previamente criado con toda clase de atenciones, con un banquete comunal con su carne, al que el propio animal es invitado.
Los kamui en su concepto, son similares a los kami japoneses o a las huacas de las religiones sudamericanas de los quechua y aimara, pero esta traslación omite algunos de los matices del término. Los kamui son numerosos; algunos están definidos y denominados, como por ejemplo, Kamui Fuchi o Kamui-huci, diosa del hogar, y uno de los más importantes para los ainus, mientras que otros no lo están. Los kamui tienen a menudo asociaciones muy específicas, por ejemplo, hay un kamui de la resaca. Las deidades así personificadas de la mitología de los ainos llevan el término kamui como parte de sus nombres.
Los modernos ainus siguen enviando mensajes a los kamui mediante bastones mágicos, los inao, envueltos en serpentinas, que recuerdan a los gohei de los rituales sintoístas.

## Historia oral
Los ainus no tenían un sistema propio de escritura, y gran parte de su mitología se transmitió oralmente en forma de kamui yukar (epopeyas de las deidades), en largos versos tradicionalmente relatados por cantantes en determinadas reuniones. Cada kamui yukar narra las aventuras de una deidad o un héroe, generalmente en primera persona. Algunas, tienen gran extensión, conteniendo hasta 7000 versos. Algunos yukar se contradicen entre sí, asignando los mismos eventos a diferentes deidades o héroes. Suele suceder por la organización de la culturización de los ainus en grupos pequeños y relativamente aislados. Los misioneros occidentales y los etnógrafos japoneses comenzaron a recopilar los registros de estos poemas a finales del siglo XIX. Sin embargo, la tradición de los ainos de memorizar los yukar ha conseguido preservar muchos de ellos.

## Algunos notables kamui
- Ae-oina-kamui, héroe cultural que enseñó a los seres humanos las artes domésticas y sagradas.
- Akkoro-kamui, gigantesco pulpo, un monstruo marino
- Apasam-kamui, kamui del umbral
- Cikap-kamui / Kotan-kor-kamui, dios de los búhos y la tierra
- Hasinaw-uk-kamui, diosa de la caza
- Kamui-huci, diosa del hogar
- Kandakoro-kamui, primer originador, dios del cielo
- Kenas-unarpe, monstruo bebedor de sangre que se aprovecha de los cazadores
- Kim-un-kamui, dios de las montañas y los osos
- Kina-sut-kamui, dios de las serpientes
- Kotan-kar-kamui, dios de la creación
- Kunnecup-kamui, dios de la luna
- Mosirkara-kamui, creador de la tierra
- Nusa-kor-kamui, mensajero a otros kamui y representante de los muertos
- Pauchi-kamui, espíritu maligno responsable de la locura
- Repun-kamui, ballena asesina, dios del mar
- Sarurun-kamui, dios de los pantanos. Personificación de la espectacular grulla de corona roja tancho (Grus japonensis), que vive en los hábitats de humedales del este de Hokkaido y del sur de Sajalín. Otras especies de aves residentes y migratorias también reciben el nombre de Kamui.
- Shiramba-kamui, dios de la madera, los granos y la vegetación
- Tokapcup-kamui, diosa del sol
- Waka-ush-kamui, diosa del agua dulce
- Yushkep-kamui, diosa araña.